# Мон Пеле
Мон Пеле (фр. Mount Pelée) је вулкан који се налази на француском острву Мартиник између Карипског мора и Атлантског океана.
Висок је око 1350 метара. Овај вулкан је имао једну катастрофалну ерупцију 8. маја 1902. године. Његова експлозија била је изненадна и јака и том приликом је избачен велики облак ужарених гасова и паре са вулканским пепелом, који се брзо сручио низ стрме обале острва. Град Сен Пјер, који се налазио око 10 километара од вулкана, потпуно је уништен и у њему је погинуло свих 30.000 становника. Овај вулкан спада међу десет вулкана „доносиоце катастрофа“ на Земљи.